# Jan Åge Fjørtoft
Jan Åge Fjørtoft (Ålesund, 10 januari 1967) is een voormalig Noors voetballer, die speelde als centrale aanvaller. Hij beëindigde zijn carrière in 2002 bij de Noorse club Lillestrøm SK. Fjørtoft speelde in Noorwegen, Oostenrijk, Duitsland en Engeland. Na zijn voetballoopbaan werkte hij enige jaren als trainer. Sinds 2004 werkt hij ook voor de tv-zender Viasat.

## Interlandcarrière
Jan Åge Fjørtoft kwam tussen 1986 en 1996 in totaal 71 keer uit voor de nationale ploeg van Noorwegen. Hierbij maakte hij twintig doelpunten. Hij nam deel aan het Wereldkampioenschap voetbal 1994. Daar startte hij in de basisopstelling in de groepduels tegen Mexico (1-0) en Italië (0-1).
Onder leiding van bondscoach Tor Røste Fossen maakte Fjørtoft zijn debuut voor de nationale ploeg op 26 februari 1986 in de vriendschappelijke wedstrijd tegen Grenada (1-2), net als Rune Bratseth en Arne Møller. Hij moest in die wedstrijd in de 70ste minuut plaatsmaken voor aanvaller Gøran Sørloth. Zijn 71ste en laatste interland speelde hij op 1 september 1996 tegen Georgië (1-0) in Oslo.

## Erelijst
Lillestrøm SK
- Tippeligaen

1989